# حظر الكحوليات في الإمبراطورية الروسية والاتحاد السوفيتي
كان الحظر قائمًا في الإمبراطورية الروسية والاتحاد السوفيتي خلال 1914-1925م. المصطلح الروسي هو "сухой закон" (سوخوي زاكون, حرفيا «القانون الجاف»).

## الإمبراطورية الروسية
سمح الحظر كما تم تقديمه في الإمبراطورية الروسية في عام 1914 ببيع الخمور القوية في المطاعم فقط. تم تقديمه في بداية الحرب العالمية الأولى على أساس أنه سيمنع الجيش من التعامل مع الجنود المخمورين. فرضت الدول المتحاربة الأخرى (مثل المملكة المتحدة وفرنسا وألمانيا) قيودًا معينة على المشروبات الكحولية، لكن روسيا فقط أوقفت تمامًا بيع الفودكا بالتجزئة.

## روسيا السوفيتية والاتحاد السوفياتي
استمر الحظر خلال اضطرابات الثورة الروسية عام 1917 والحرب الأهلية الروسية، في فترة روسيا السوفيتية والاتحاد السوفيتي حتى عام 1925.
في الاتحاد السوفيتي، كانت هناك ثلاث حملات رئيسية لمكافحة الكحول: بدأت في عام 1958, 1972, و 1985.

### حملة جورباتشوف لمكافحة الكحول
خلال الفترة 1985-1987, قام ميخائيل غورباتشوف بحملة ضد الكحول مع الحظر الجزئي، المعروف بالعامية باسم «القانون الجاف». تم رفع أسعار الفودكا والنبيذ والبيرة، وتم تقييد مبيعاتهم من حيث الكمية والوقت من اليوم. الأشخاص الذين تم ضبطهم في حالة سكر في العمل أو في الأماكن العامة تمت مقاضاتهم.
كان للإصلاح تأثير على إدمان الكحول في البلاد، كما يتضح من الإحصاءات التي تظهر بعض الانخفاض في الإجرام وارتفاع متوسط العمر المتوقع، ولكن من الناحية الاقتصادية كان بمثابة ضربة خطيرة لميزانية الدولة (خسارة ما يقرب من 100 مليار روبل للخزانة وفقا ل الكسندر ياكوفليف) بعد أن هاجر إنتاج الكحول إلى اقتصاد السوق السوداء.[بحاجة لمصدر]

## روابط خارجية
- متحف ملصقات مكافحة الكحول